# Dieta cetogênica
Dieta cetogênica (português brasileiro) ou dieta cetogénica (português europeu) é uma dieta de alta gordura, proteína moderada e baixo carboidrato que, na Medicina, é utilizada, primordialmente, para tratar epilepsia refratária em crianças.  
A dieta promove uma troca de combustível no corpo, que usualmente utiliza glicose e passa a utilizar gordura como fonte de energia. Normalmente, os carboidratos contidos na comida são convertidos em glicose, que é transportada pelo corpo e que é particularmente relevante na função cerebral. Contudo, se pouco carboidrato permanece na dieta, o fígado converte a gordura nos chamados corpos cetônicos, que passam a suprir o corpo com energia (daí, o nome da dieta cetogênica). 
O número elevado de corpos cetônicos leva à redução da frequência de convulsões epilépticas nos pacientes que a adotam. Em média, metade das crianças e jovens que utilizaram tal dieta ou alguma variação desta viu os episódios serem reduzidos pela metade. Esses benefícios prosseguem mesmo após o paciente ter saído da chamada cetose.
Os corpos cetônicos podem ser medidos através de diferentes dispositivos que utilizam urina, hálito ou sangue como meio. Os números ideais de corpos cetônicos variam de acordo com o motivo pelo qual a dieta está sendo usada: emagrecimento e performance física, benefícios cognitivos ou tratamento de patologias.
Dr. Thomas Seyfried utiliza a dieta cetogênica para tratamentos de doenças como câncer e prevê um número entre 3,0 mmol/L e 6,0 mmol/L nesses casos. Outros médicos e pesquisadores, como Stephen Phinney e Jeff Volek, que usam essa dieta para o tratamento de Diabetes mellitus tipo 2, preconizam números como 0,5 mmol/L para emagrecimento, e entre 1,0 e 3,0 para cognição e performance física.
Efeitos colaterais desse tipo de regime alimentar podem ser prisão de ventre, colesterol elevado e pedras nos rins. 
A chamada dieta cetogênica clássica foi desenvolvida na década de 1920 e amplamente utilizada através dos anos seguintes, mas sua popularidade caiu em virtude da criação de remédios anticonvulsivos.
Essa dieta tradicional mantém uma relação de 4:1 entre gorduras e proteínas + carboidratos. Isso é alcançado ao excluir alimentos com alto índice de carboidratos, como frutas e vegetais amiláceos, grãos, leguminosas e açúcar, enquanto a ingesta de alimentos com alto índice de gordura é elevada (castanhas, nozes, amêndoas, manteiga e laticínios integrais).
A maior parte da gordura na dieta cetogênica provém do que se denomina Triglicerídeos de Cadeia Média (TCM), composto por ácido graxo com cadeias de carbono mais curtas do que as longas. Uma variável da dieta cetogênica, chamada de dieta cetogênica TCM, utiliza uma forma de óleo de coco que é rica em TCM para prover em torno da metade das calorias diárias. Nesse caso, o consumo de carboidratos e proteínas pode ser aumentado, o que permite uma variedade de alimentos maior.
Nos últimos anos, novas utilizações terapêuticas desse regime foram sendo investigadas para desordens neurológicas como doença de Alzheimer, esclerose lateral amiotrófica, autismo, tumor cerebral, enxaqueca, transtorno bipolar, compulsão alimentar, traumas cerebrais, dores e inflamações, doença de Parkinson e desordens do sono. 
Popularmente, tem sido utilizada para otimização cognitiva, estabilização emocional, ganho de energia e perda de peso.